# Zangasso
Zangasso is een gemeente (commune) in de regio Sikasso in Mali. De gemeente telt 19.500 inwoners (2009).
De gemeente bestaat uit de volgende plaatsen:
- Djitamana
- Fienso
- Gare
- Kiko
- Kolonto
- Kougoué
- N'Tosso
- Sangaba
- Tiarakassédougou
- Zangasso